# Personenschaden
Der Personenschaden ist die Folge eines schadenstiftenden Ereignisses, das in der Verletzung, Vergiftung oder dem Tod von Personen bestehen kann. Pendant ist der Sachschaden.

## Allgemeines
Der Oberbegriff des Schadens ist stets eine unfreiwillige Einbuße, die jemand an seinen geschützten Rechtsgütern erleidet. Zu Personenschäden kann es in allen Lebensbereichen kommen, beispielsweise auf dem Arbeitsweg, während der Arbeitszeit oder der Freizeit. Sie sind dadurch gekennzeichnet, dass ein Schadensereignis zufällig und durch den Schädiger ungewollt eintritt wie bei Verkehrsunfällen oder auch vorsätzlich vom Täter herbeigeführt wird wie bei der Körperverletzung oder beim Mord.   

## Schadenskategorien
Analog zu den Unfallkategorien gibt es in der Unfallstatistik folgende Einteilungen von Personenschäden:
- Als Leichtverletzter gilt ein Verunglückter, bei dem durch die Unfalleinwirkung ärztliche Behandlung oder ein Krankenhausaufenthalt von unter 24 Stunden erforderlich ist.
- Als Schwerverletzter gilt ein Verunglückter, der für mehr als 24 Stunden im Krankenhaus behandelt wird.
- Lebensgefährlich Verletzte (auch umgangssprachlich Schwerstverletzte) werden durch eine Notoperation oder auf der Intensivstation eines Krankenhauses behandelt und verweilen über einen Monat im Krankenhaus.
- Invalidität ist die dauernde Beeinträchtigung der körperlichen und/oder geistigen Leistungsfähigkeit.
- Verstirbt ein Verunglückter innerhalb von 30 Tagen nach einem Verkehrsunfall an den Unfallfolgen, so gilt er als Getöteter.

Die Personenschäden nehmen je nach Schwere der Kategorie zu.

## Arten
Personenschäden können in folgenden Lebensbereichen auftreten:
- Arbeitsunfall:
  - Sportunfall
  - Wegeunfall;
- Freizeitunfall:
  - Haushaltsunfall
  - Sportunfall.

Für betrieblich verursachte Personenschäden (Verletzung, Berufskrankheit, Todesfall) haftet der Arbeitgeber nicht; stattdessen treten die Leistungen der Berufsgenossenschaft ein (§ 2 SGB VII), für die allein der Arbeitgeber Versicherungsbeiträge entrichtet (§ 150 SGB VII). Die Vermeidung von Personenschäden bei der Arbeit ist Hauptanliegen des Arbeitsschutzes (§ 14, § 15 SGB VII). Arbeitgeber sind den Versicherten nach anderen gesetzlichen Vorschriften zum Ersatz des Personenschadens, den ein Versicherungsfall verursacht hat, nur verpflichtet, wenn sie den Versicherungsfall vorsätzlich oder auf einem nach § 8 Abs. 2 Nr. 1 bis 4 SGB VII versicherten Arbeitsweg herbeigeführt haben. Sportunfälle sind dann Arbeitsunfälle, wenn die Ausübung des Sports beruflich bedingt ist wie im Profisport.
Ein Freizeitunfall geschieht während der Freizeit insbesondere in Form des Haushalts- und Sportunfalls. Der Sportunfall geschieht in der Freizeit beim Freizeitsport. Zu Haushaltsunfällen zählen auch Unfälle in öffentlichen Verkehrsmitteln während der Freizeit sowie Unfälle mit Fahrrädern, soweit kein weiteres Verkehrsmittel am Unfall beteiligt war. Der Unfall macht eine ärztliche Behandlung erforderlich oder führt zu einer mindestens 14-tägigen Beeinträchtigung (Abgrenzung zu Bagatellunfällen). Der Unfall muss sich innerhalb der letzten drei Monate vor der Befragung ereignet haben.

## Rechtsfragen
Wer einen Personenschaden erlitten hat (Geschädigter), hat Anspruch gegen den Schädiger auf Herstellung des physischen und/oder psychischen Zustandes, der ohne das schädigende Ereignis bestehen würde. Gemäß § 842 BGB handelt es sich bei Personenschäden um eine unerlaubte Handlung, die den Schädiger zum Schadensersatz verpflichtet. Typischer Inhalt eines Schadensersatzanspruches ist die billige Entschädigung in Geld (Schmerzensgeld), da ein Personenschaden ein immaterieller Schaden ist. Neben Behandlungskosten (Vermögensschäden) kann also für den Schaden an der Person an sich Schmerzensgeld verlangt werden. Wird die Erwerbsfähigkeit des Geschädigten gemindert oder aufgehoben, so ist nach § 843 Abs. 1 BGB Schadensersatz in Form einer Geldrente zu leisten. 
Die §§ 842 bis § 846 BGB gelten auch bei Dienstverträgen (§ 618 Abs. 3 BGB) und bei Handlungsgehilfen (§ 62 Abs. 3 HGB) sowie in weiten Teilen des Haftpflichtrechts (unter anderem §§ 10 StVG, §§ 11 StVG, §§ 13 StVG; §§ 5 HPflG, § 6 HaftPflG; §§ 35 LuftVG, § 36 LuftVG, § 38 LuftVG; § 86 AMG, § 87 AMG und § 89 AMG; § 7 bis § 9 ProdHaftG oder § 12 bis § 14 UmweltHG). Die Hinterbliebenen eines Getöteten haben nach § 844 Abs. 1 BGB einen Anspruch auf die Erstattung der Beerdigungskosten und nach § 844 Abs. 2 BGB auf Ersatz des ihnen entgehenden Unterhalts.

## Versicherung
Der Schadensbegriff ist von zentraler Bedeutung für jede Art von Schadensversicherung, bei der ein Versicherungsfall vorliegt, wenn das versicherte Ereignis eingetreten und dem Versicherten ein Schaden entstanden ist. Das Schadenereignis muss, damit es versicherungsrelevant wird, unter Versicherungsschutz stehende versicherte Personen treffen. Sind Personen dagegen nicht versichert, unterliegen der Selbstversicherung oder sind nicht versicherbar, liegt kein Versicherungsfall vor. Bei versicherten Personen gilt nach dem Ereignisprinzip der Versicherungsfall zu dem Zeitpunkt als eingetreten, zu dem das Schadenereignis eingetreten ist. Das Schadenereignis ist im Versicherungsrecht der Rechtsgrund für den Versicherungsfall.
Im Haftpflichtschadensfall ist der Unfallverursacher verpflichtet, dem Unfallopfer gemäß § 249 BGB den Schaden zu ersetzen, den er unfallbedingt erlitten hat. Der Unfallgeschädigte ist so zu stellen, wie er stehen würde, wenn der Unfall nicht eingetreten wäre. Im Haftpflichtschadensfall tritt kraft Gesetzes an die Stelle des Schädigers die Haftpflichtversicherung des Unfallbeteiligten (§ 3 PflVG). Zwischen dem eingetretenen Schaden und der Versicherungsleistung muss keine Identität bestehen (Kongruenz), eine Versicherungsleistung kann auch niedriger ausfallen als der eingetretene Schaden.  
Welcher Versicherer im Versicherungsfall einen Personenschaden zu tragen hat, hängt von der Unfallursache ab, durch welche der Personenschaden entstanden ist. Beim Arbeitsunfall (auch Wegeunfall) haftet im Regelfall die Berufsgenossenschaft, beim Haushaltsunfall und Sportunfall während der Freizeit die Privathaftpflichtversicherung, bei Straßenverkehrsunfällen die Kfz-Haftpflichtversicherung. 